# Kosuke Suzuki
Kosuke Suzuki (鈴木 浩介 Suzuki Kosuke?), född 16 juni 1981 i Shizuoka prefektur, är en japansk före detta fotbollsspelare.
Suzuki började sin karriär 2000 i Shimizu S-Pulse. 2002 flyttade han till Ventforet Kofu. Han spelade 7 ligamatcher för klubben. Han avslutade karriären 2002.